# Ossiconazolo
L'ossiconazolo o oxiconazolo è un farmaco antifungino appartenente alla sottocategoria dei derivati ossimici imidazolidinici. Viene somministrato come ossiconazolo nitrato.

## Meccanismo d'azione
Come tutti gli antimicotici della famiglia degli azoli l'ossiconazolo è in grado di inibire l'azione dell'enzima lanosterolo-14-α-demetilasi responsabile della conversione del lanosterolo nei precursori dell'ergosterolo, un importante componente della membrana cellulare fungina in assenza del quale si ha l'alterazione della permeabilità e delle funzioni di trasporto della membrana, condizione dovuta anche all'accumulo intracellulare di intermedi non demetilati.